# Balassagyarmat (delregion)
Balassagyarmat (ungerska: Balassagyarmati kistérség) var en delregion i provinsen Nógrád i regionen Norra Ungern. Huvudorten i delregionen var Balassagyarmat.

## Orter
| Balassagyarmat | Becske       | Bercel     | Cserháthaláp | Cserhátsurány |
| Csesztve       | Csitár       | Debercsény | Dejtár       | Drégelypalánk |
| Érsekvadkert   | Galgaguta    | Herencsény | Hont         | Hugyag        |
| Iliny          | Ipolyszög    | Ipolyvece  | Magyarnándor | Mohora        |
| Nógrádkövesd   | Nógrádmarcal | Őrhalom    | Patak        | Patvarc       |
| Szanda         | Szécsénke    | Szügy      | Terény       |               |